# Carlos Carrasco
Carlos 'Coco' Carrasco Rodríguez (Alicante, 14 februari 1993) is een Spaans voetballer die als middenvelder voor FC Dordrecht speelde.

## Carrière
Carlos Carrasco speelde voor het Spaanse Orihuela CF in de Segunda División B, tot hij in 2013 naar FC Dordrecht vertrok. Hier maakte hij zijn debuut op 2 augustus 2013, in de met 2-1 gewonnen thuiswedstrijd tegen MVV Maastricht. Hij startte in de basis en werd in de 60e minuut vervangen door Giovanni Korte. Hij speelde in augustus 2013 in totaal drie wedstrijden voor FC Dordrecht, tot hij op 21 september 2013 per direct vertrok. Hij keerde terug naar Spanje, waar hij voor verschillende clubs speelde. Van 2017 tot 2019 speelde hij voor het IJslandse Leiknir Fáskrúðsfirði. Hierna speelde hij nog voor Alicante City FC en CF Intercity.

### Statistieken
| Seizoen                    | Club                        | Land           | Competitie       | Competitie | Competitie | Beker | Beker | Totaal | Totaal |
| Seizoen                    | Club                        | Land           | Competitie       | Wed.       | Dlp.       | Wed.  | Dlp.  | Wed.   | Dlp.   |
| -------------------------- | --------------------------- | -------------- | ---------------- | ---------- | ---------- | ----- | ----- | ------ | ------ |
| 2012/13                    | Orihuela CF                 | Spanje         | Segunda B        | 20         | 0          | –     | –     | 20     | 0      |
| 2013/14                    | FC Dordrecht                | Nederland      | Eerste divisie   | 3          | 0          | 0     | 0     | 3      | 0      |
| 2013/14                    | FC Jove Español San Vicente | Spanje         | Tercera División | 11         | 1          | –     | –     | 11     | 1      |
| 2014/15                    | Arroyo CP                   | Spanje         | Segunda B        | 25         | 1          | –     | –     | 25     | 1      |
| 2015/16                    | Orihuela CF                 | Spanje         | Tercera División | 33         | 5          | –     | –     | 33     | 5      |
| 2016/17                    | CD Almoradí                 | Spanje         | Tercera División | 21         | 1          | –     | –     | 21     | 1      |
| 2017                       | Leiknir Fáskrúðsfirði       | IJsland        | 1. deild karla   | 6          | 0          | 5     | 0     | 11     | 0      |
| 2018                       | Leiknir Fáskrúðsfirði       | IJsland        | 1. deild karla   | 7          | 0          | 0     | 0     | 7      | 0      |
| 2019                       | Leiknir Fáskrúðsfirði       | IJsland        | 1. deild karla   | 2          | 0          | 0     | 0     | 2      | 0      |
| 2019/20                    | CF Intercity                | Spanje         | Tercera División | 15         | 2          | 2     | 0     | 17     | 2      |
| 2020/21                    | CF Intercity                | Spanje         | Tercera División | 24         | 4          | 1     | 0     | 25     | 4      |
| 2021/22                    | CF Intercity                | Spanje         | Segunda RFEF     | 16         | 1          | 0     | 0     | 16     | 1      |
| Carrièretotaal             | Carrièretotaal              | Carrièretotaal | Carrièretotaal   | 183        | 15         | 8     | 0     | 191    | 15     |
| Bijgewerkt op 19 juni 2023 |                             |                |                  |            |            |       |       |        |        |